# Now You See Him, Now You Don't
Now You See Him, Now You Don't (Te veo y no te veo en la versión doblada al castellano para España, Invencibles Invisibles en la versión subtitulada para el cine en Hispanoamérica) es una película estrenada el 12 de julio de 1972 producida por y y protagonizada por Kurt Russell, en el papel de un estudiante del ficticio Medfield College. El filme es una secuela de The Computer Wore Tennis Shoes filmada en 1968.
Now You See Him, Now You Don't fue la primera película Disney en ser presentada en televisión con una hora de duración en 1975 (Si no lo veo, lo creo versión doblada en Hispanoamérica). Otras películas anteriormente habían sido divididas en segmentos de una hora para su difusión.

## Trama
Unos estudiantes desarrollan en el laboratorio una pintura con la cual pueden tornar invisible a todo lo que pinten. Sin embargo una banda de malhechores planean apoderarse del invento para cometer sus fechorías.

## Reparto
- Kurt Russell como Dexter Reilly.
- Cesar Romero como A. J. Arno
- Joe Flynn como Dean Eugene (E.J.) Higgins
- Jim Backus como Timothy Forsythe.
- William Windom como el profesor Lufkin.
- Michael McGreevey como Richard Schuyler.
- Richard Bakalyan como Cookie.
- Joyce Menges como Debbie Dawson.
- Alan Hewitt como Dean Edgar Collingswood.
- Kelly Thordsen como el sargento Cassidy.
- Bing Russell como Alfred.
- George O'Hanlon como Ted, vigilante del banco.
- John Myhers como Golfer.
- Pat Delaney como Winifred Keesely, secretaria de Higgins.
- Robert Rothwell como el chófer.